# ستيفن ميلور (ممثل)
ستيفن ميلور (بالإنجليزية: Stephen Mellor)‏ هو ممثل نيوزيلندي، ولد في 16 أكتوبر 1954 في نيو هيفن في الولايات المتحدة.

## أعمال

### أفلام
- (2007) دان في الحياة الحقيقية[3]

## وصلات خارجية
- ستيفن ميلور على موقع IMDb (الإنجليزية)
- ستيفن ميلور على موقع قاعدة بيانات برودواي على الإنترنت (الإنجليزية)
- ستيفن ميلور على موقع قاعدة بيانات الفيلم (الإنجليزية)